# Canthon gemellatus
Canthon gemellatus är en skalbaggsart som beskrevs av Wilhelm Ferdinand Erichson 1847. Canthon gemellatus ingår i släktet Canthon och familjen bladhorningar. Inga underarter finns listade.